# Cylindropuntia prolifera
Cylindropuntia prolifera ist eine Pflanzenart aus der Gattung Cylindropuntia in der Familie der Kakteengewächse (Cactaceae). Das Artepitheton prolifera stammt aus dem Lateinischen und bedeutet ‚wuchernd‘ und verweist auf Wuchsform der Art.

## Beschreibung
Cylindropuntia prolifera wächst strauchig oder baumförmig, ist aufrecht und erreicht Wuchshöhen von 0,6 bis 2,5 Meter. Auf den leicht abfallenden grünlich grauen, 4 bis 15 Zentimeter langen und 3,5 bis 5 Zentimeter im Durchmesser messenden Triebabschnitten befinden sich vorstehende Höcker. Die etwas rundlichen, lohfarben bewollten Areolen werden im Alter schwarz und tragen 0,5 bis 2,5 Millimeter lange gelbe bis braune Glochiden. Die sechs bis zwölf Dornen sind mit Ausnahme der untersten an allen Areolen vorhanden. Sie sind ausgebreitet, die unteren abwärtsgebogen, nadelig und rötlich braun bis dunkelbraun. Die längsten von ihnen sind bis zu 2 Zentimeter lang. Die Scheiden der Dornen sind glänzend hell gelblichbraun.
Die Blüten sind rosa- bis magentafarben. Die kreiselförmigen Früchte sind fleischig und normalerweise steril. Sie sind 2,1 bis 3,5 Zentimeter lang und weisen Durchmesser von 2 bis 3,2 Zentimeter auf. Die Früchte proliferieren häufig und bilden dann kurze aufrechte Ketten aus zwei bis fünf Früchten.

## Verbreitung, Systematik und Gefährdung
Cylindropuntia prolifera ist in den Vereinigten Staaten im Bundesstaat Kalifornien sowie in den  mexikanischen Bundesstaaten Baja California und Baja California Sur an Steilküsten und auf küstennahen Hügeln bis in Höhenlagen von 300 Metern verbreitet.
Die Erstbeschreibung als Opuntia prolifera von George Engelmann wurde 1852 veröffentlicht. Frederik Marcus Knuth stellte die Art 1936 in die Gattung Cylindropuntia. Ein weiteres nomenklatorisches Synonym ist Grusonia prolifera (Engelm.) G.D.Rowley (2006).
In der Roten Liste gefährdeter Arten der IUCN wird die Art als „Least Concern (LC)“, d. h. als nicht gefährdet geführt. Im mexikanischen Teil des Verbreitungsgebietes ist die Art häufig anzutreffen. Im amerikanischen Gebiet ist sie weniger häufig und die Anzahl der Individuen abnehmend.

## Nachweise